# واشینگتن فریدام
واشینگتن فریدام یکی از باشگاه‌های فوتبال مشارکت کنندگان لیگ حرفه‌ای فوتبال زنان آمریکا در حومه واشینگتن، دی. سی. واقع در جرمنتاون، مریلند بود. این تیم در سال ۲۰۰۱ به عنوان یکی از تیم‌های منسوخ لیگ حرفه‌ای فوتبال زنان آمریکا معرفی شد. از سال ۲۰۰۴ بازی‌های خانگی خود را در ورزشگاه مریلند ساکرپلکس انجام می‌داد. در ۲۰۱۱ این تیم به بوکا راتون، فلوریدا نقل مکان کرد و به مجیک جک تغییر نام داد.